# Якоб де ла Росе
Якоб Вальдемар де ла Росе (швед. Jacob Waldemar de la Rose; 20 травня 1995, м. Арвіка, Швеція) — шведський хокеїст, центральний нападник. Виступає за «Монреаль Канадієнс» в Національній хокейній лізі.
Вихованець хокейної школи ХК «Арвіка». Виступав за ХК «Лександс», «Гамільтон Буллдогс» (АХЛ).
В чемпіонатах Швеції — 49 матчів (7+6), у плей-оф — 3 матчі (0+0).
У складі молодіжної збірної Швеції учасник чемпіонатів світу 2013, 2014 і 2015. У складі юніорської збірної Швеції учасник чемпіонатів світу 2012 і 2013.

## Досягнення
- Чемпіон світу — 2018.
- Срібний призер молодіжного чемпіонату світу — 2013, 2014.
- Срібний призер юніорського чемпіонату світу — 2012.
- Володар Кубка Шпенглера — 2024